# Harry Potter en de Halfbloed Prins (film)
Harry Potter en de Halfbloed Prins (oorspronkelijke titel: Harry Potter and the Half-Blood Prince) is de zesde Harry Potterfilm, gebaseerd op het gelijknamige boek van de Britse schrijfster J.K. Rowling. De film werd geregisseerd door David Yates, die eerder ook al de vijfde film regisseerde.
De rollen van Harry Potter, Ron Wemel en Hermelien Griffel werden opnieuw vertolkt door respectievelijk Daniel Radcliffe, Rupert Grint en Emma Watson. De film werd opgenomen tussen 24 september 2007 en 17 mei 2008.
Aanvankelijk was de wereldpremière gepland voor 17 november, maar half augustus 2008 besloot Warner Brothers die te verplaatsen naar 17 juli 2009. In België en Nederland vond de première plaats op 15 juli. Daarmee hoopte Warner Brothers meer bezoekers te trekken vanwege de zomervakantie. Ook zou de schrijversstaking van eind 2008 aan deze beslissing ten grondslag hebben gelegen. De verplaatsing had echter geen gevolgen voor de productie van de laatste verfilming van Harry Potter en de Relieken van de Dood, die in twee delen zou worden gesplitst (deel I en deel II).
Kijkwijzer beoordeelde de film geschikt voor kinderen vanaf 9 jaar en ouder. Warner Bros legde echter vast, na overleg met Kijkwijzer, dat de film enkel geschikt was voor 'kinderen boven de twaalf jaar', vanwege de 'angstaanjagende beelden, effecten en geweldacties' die in de film voorkwamen.
Harry Potter en de Halfbloed Prins brak in de Belgische en Nederlandse bioscopen een record. De film behaalde het hoogst aantal bezoekers ooit bij een openingsdag; ruim 113.000 kijkers. In totaal leverde de film ruim 104 miljoen dollar op.

## Verhaal

### Hildebrand Slakhoorn
Harry brengt zijn zomervakantie door bij de Duffelingen. Hij ontvlucht het huis regelmatig en reist dan met de metro door Londen. Wanneer hij op het punt staat een serveerster (gespeeld door Elarica Gallacher) van een koffiehuis te versieren ziet hij Professor Perkamentus. Die blijkt te zijn gekomen om Harry op te halen en mee te nemen voor een klusje: Hildebrand Slakhoorn, een gepensioneerd leraar, over te halen weer terug te keren naar Zweinstein, waar na het vertrek van Dorothea Omber weer een vacature is. Slakhoorn blijkt een "verzamelaar" te zijn, van bekende en veelbelovende tovenaars. Hij verzamelt zo veel mogelijk van deze mensen om zich heen en ontleent er zijn status aan. Perkamentus hoopt dat Slakhoorn zó graag Harry, "de uitverkorene" zoals hij nu genoemd wordt, wil lesgeven, dat hij besluit terug te komen op Zweinstein. Slakhoorn is namelijk van cruciaal belang in Perkamentus' plan om Voldemort, waarvan de hele toverwereld nu weet dat hij teruggekeerd is, ten val te brengen. Perkamentus' plan lukt en Slakhoorn keert terug.
Perkamentus levert Harry af bij Het Nest, het huis van de Wemels, waar Harry de rest van zijn zomervakantie doorbrengt.
Tegelijkertijd brengen Narcissa Malfidus en Bellatrix van Detta een bezoek aan Sneep. Narcissa vertelt Sneep dat haar zoon, Draco, een opdracht van Voldemort heeft gekregen. Sneep weet van deze opdracht. Narcissa vraagt hem om Draco te helpen, mocht het hem niet lukken de opdracht te volbrengen. Sneep gaat akkoord en legt samen met Narcissa een Onbreekbare Eed af.
Wanneer Harry, Ron en Hermelien aan de Wegisweg hun inkopen voor school doen zien ze Draco Malfidus lopen. Ze vinden dat hij geheimzinnig doet en volgen hem. Hij brengt een bezoek aan Odius & Oorlof, een duister winkeltje aan de Verdonkeremaansteeg. Wat hij daar doet wordt hen niet duidelijk, hij lijkt geïnteresseerd in een grote zwarte kast maar de reden hierachter ontgaat hen. Harry schrijft er een brief over aan Arthur Wemel, Rons vader.

### Naar Zweinstein
In de trein naar Zweinstein doet Harry zijn onzichtbaarheidsmantel om om Malfidus af te kunnen luisteren. Malfidus heeft hem echter door, verlamt hem met een toverspreuk en breekt zijn neus. Harry wordt uit de trein, die al bijna weer vertrekt naar Londen, gered door Loena Leeflang, die de Verlamspreuk verbreekt en Harry's neus geneest.
Op school aangekomen blijkt dat Slakhoorn is aangenomen als nieuwe leraar Toverdranken. Dat betekent dat Sneep eindelijk zijn zin krijgt en het schoolvak Verweer Tegen de Zwarte Kunsten gaat doceren.
Harry en Ron, die bij hun examens het voorgaande schooljaar geen "Uitmuntend" hadden gescoord voor Toverdranken en dus dachten het vak te moeten laten vallen, mogen toch met het vak doorgaan omdat Slakhoorn ook studenten die "Boven verwachting" hadden gescoord in zijn klas toelaat. Harry en Ron hebben echter geen boek aangeschaft en mogen er één lenen uit de kast in het lokaal. Harry krijgt een oud en rafelig exemplaar dat helemaal volgeschreven blijkt te zijn met extra aantekeningen, toverspreuken, correcties en nog veel meer. Het boek is eigendom geweest van de Halfbloed Prins, maar wie dat is weten ze niet.
Tijdens de eerste les, waarin de leerlingen de Drank van de Levende Dood moeten brouwen, blijkt dat het opvolgen van die aantekeningen in het boek een verstandige zet is: Harry brouwt verreweg de beste drank en wint er een klein flesje "vloeibaar geluk" mee: Felix Fortunatis.

### Herinneringen
Harry wordt uitgenodigd om bij Perkamentus langs te komen. Die heeft het plan opgevat om Harry alles te vertellen wat hij weet over de jeugd van Marten Vilijn, oftewel Voldemort. Hij laat Harry zijn eigen herinneringen zien aan de jonge Marten die door Perkamentus wordt opgezocht in het weeshuis waar hij opgroeide, en van Perkamentus hoort dat hij een tovenaar is. Vilijn is niet verbaasd en vertelt Perkamentus dat hij zelfs met slangen kan praten.
Later laat Perkamentus Harry nog een herinnering zien van Hildebrand Slakhoorn, die Marten Vilijn iets uitlegt over duistere magie. Deze herinnering is echter gemanipuleerd – voor Slakhoorn bezwarende details zijn verwijderd maar op zo'n klungelige manier dat duidelijk is dat de "echte" herinnering over wat Slakhoorn precies vertelde nog wel aanwezig moet zijn. Perkamentus geeft Harry de opdracht deze herinnering van Slakhoorn te krijgen door met Slakhoorn op goede voet te geraken.
Ron krijgt een vriendinnetje, Belinda Broom. Zij is stapel op hem en hij vindt al die aandacht wel leuk, maar tussen de regels door lijkt het erop dat hij toch meer in Hermelien is geïnteresseerd dan in Belinda. Hermelien, die toegeeft verliefd te zijn op Ron, is bijzonder ontdaan door Rons verkering met Belinda.
Tijdens een bezoek aan Zweinsveld zien ze dat Katja Bell wordt vervloekt door een mysterieuze ketting die ze in een kroeg toegestopt heeft gekregen met de opdracht deze aan Perkamentus te geven. Katja is zodanig vervloekt dat ze wekenlang in het ziekenhuis ligt. Wie haar de ketting heeft gegeven blijft onduidelijk, maar Harry denkt dat het Malfidus was en meldt dat ook aan Sneep en Professor Anderling.

### Kerstfeest
Harry en Ron brengen de kerstvakantie door in Het Nest. Tijdens die vakantie lijkt er wat op te bloeien tussen Ginny, Rons jongere zusje, en Harry. Ginny heeft echter verkering met Daan Tomas. Toch zoenen ze twee keer bijna.
Harry praat met meneer Wemel, die inmiddels weet wat Malfidus met die kast wilde in de winkel van Odius & Oorlof. Het blijkt om een Verdwijnkast te gaan, die tijdens de Eerste Tovenaarsoorlog erg in trek waren – je kon ontsnappen wanneer de Dooddoeners op je stoep stonden. Ze zijn erg onbetrouwbaar want je weet nooit waar je uitkomt, dus Wemel maakt zich niet zo druk om Malfidus en de Verdwijnkast.
Op een avond wordt Het Nest aangevallen door Voldemorts Dooddoeners. Harry gaat achter Bellatrix van Detta en Fenrir Vaalhaar aan, wanneer Bellatrix Harry meerdere keren met Sirius' dood confronteert. Ginny rent Harry achterna om hem te helpen. Later krijgen Harry en Ginny nog hulp van meneer Wemel, Nymphadora Tops en Remus Lupos, die er die avond waren. Maar dan verdwijnen de dooddoeners. Tijdens hun vlucht steken zij het Nest in brand. De familie weet zichzelf in veiligheid te brengen maar het huis gaat in vlammen op.

### Aragog
Harry heeft al verschillende pogingen gewaagd om Slakhoorn te overreden hem te vertellen wat hij aan Marten Vilijn heeft verteld. Slakhoorn heeft door dat hij dit in opdracht van Perkamentus doet en probeert Harry te ontlopen. Op een dag krijgt Ron per ongeluk een erg sterke liefdesdrank binnen, en gaat Harry met hem naar Slakhoorn voor een tegengif. Als Ron weer met beide benen op de grond staat drinken ze gedrieën op de goede afloop. Ron neemt als eerste een slok en stort meteen op de grond – de op eikenhout gerijpte mede bleek te zijn vergiftigd. Slakhoorn is verstijfd van schrik, maar Harry heeft de tegenwoordigheid van geest om Ron een bezoar toe te dienen en redt Rons leven.
Belinda en Ron verbreken hun verkering, als Belinda hoort dat Ron in de ziekenzaal 'Hermelien' mompelt in zijn slaap/coma en Hermelien is weer opgelucht. Harry en Ginny geven toe aan hun verliefdheid en kussen elkaar in de Kamer van Hoge Nood.
Harry besluit het gewonnen toverdrankje, Felix Fortunatis, te gebruiken om Slakhoorn de herinnering afhandig te maken. Hij neemt de toverdrank en gaat naar Hagrid, omdat hij het gevoel heeft dat dat verstandig is. Onderweg komt hij Slakhoorn tegen die niet wil dat hij 's avonds alleen over het terrein loopt en dus met hem meeloopt naar Hagrid. Daar aangekomen blijkt Aragog, de enorme acromantula en een huisdier van Hagrid, te zijn overleden. Slakhoorn tapt nog wat van zijn gif af en spreekt wat mooie woorden voor Aragog. Naderhand worden Slakhoorn en Hagrid samen dronken. Als Hagrid in slaap valt gaat Harry op Slakhoorn inpraten. Slakhoorn was namelijk dol op Harry's moeder, Lily. Zij was een van zijn favoriete leerlingen. Ze had hem ooit als cadeautje een bloemblaadje gegeven dat in een vis veranderde en op de dag dat ze stierf, stierf de vis ook. Door te zinspelen op haar dood, de reden ervan (ze gaf haar leven voor Harry) en het feit dat het Harry's taak is Voldemort te verslaan, weet Harry eindelijk Slakhoorn zover te krijgen dat hij zijn herinnering afstaat.

### Gruzielementen
Harry rent meteen naar Perkamentus en samen bekijken ze de herinnering. Vilijn blijkt Slakhoorn te hebben gevraagd naar Gruzielementen. Slakhoorn is geschokt maar legt Vilijn toch uit wat een Gruzielement is en doet. Vilijn vraagt Slakhoorn of je ziel in zevenen splitsen niet beter is dan in tweeën, en Slakhoorn breekt het gesprek geschokt af. Vilijn liegt tegen Slakhoorn en zegt dat het natuurlijk allemaal volslagen hypothetisch was.
Perkamentus is geschokt door de informatie. Hij legt Harry uit dat hij vreest dat Voldemort inderdaad zijn ziel in zevenen heeft gesplitst, en dat er al twee delen zijn vernietigd, namelijk het dagboek van Vilijn en een ring. Bij de vernietiging van de ring heeft Perkamentus zichzelf vervloekt, waardoor nu zijn hand gedeeltelijk zwart is. Perkamentus blijkt de afgelopen maanden al op zoek te zijn geweest naar de overige Gruzielementen en denkt er weer bijna een op het spoor te zijn. Hij vraagt Harry mee om dit Gruzielement te zoeken.
Het blijkt in een grot aan zee te liggen. Samen gaan ze de grot binnen, waarin zich een meer bevindt met een rotsachtig eilandje in het midden. Het Gruzielement, een medaillon, ligt in een stenen uitholling met toverdrank. Perkamentus drinkt de drank op, omdat Harry's leven meer waard is dan het zijne, krijgt vreselijke pijnen en verzwakt aanzienlijk. Ze worden aangevallen door Necroten, tot leven gewekte doden, maar weten te ontsnappen door vuur te gebruiken. Ze verdwijnselen samen terug naar Zweinstein en komen aan op de Astronomietoren.

### Dood
Op de toren aangekomen blijkt dat het Malfidus gelukt is om via de Verdwijnkast bij Odius & Oorlof de Dooddoeners Zweinstein binnen te laten. In de Kamer van Hoge Nood stond blijkbaar nog zo'n kast, die in verbinding stond met de kast in de winkel. Wanneer Harry de trap van de toren afrent om in opdracht van Perkamentus Sneep te gaan halen, staat Malfidus ineens tegenover Perkamentus en ontwapent hem. Draco laat Perkamentus zijn linkerarm zien, waarop het Duistere Teken is te zien – Malfidus is een Dooddoener geworden. De opdracht die Voldemort hem heeft gegeven bleek het doden van Perkamentus te zijn. Perkamentus praat op Malfidus in, zegt dat hij geen moordenaar is en probeert Malfidus van gedachten te laten veranderen. Malfidus twijfelt en hij begint te snikken, Wanneer Sneep de trap opkomt ziet Perkamentus hem. Hij zegt "Severus, asjeblieft" en wacht af. Sneep trekt zijn toverstaf, spreekt de vloek des doods uit (Avada Kedavra) en Perkamentus valt dood van de toren af. De leraren en leerlingen rouwen om Perkamentus.
Sneep vlucht maar Harry rent hem achterna. Sneep weert Harry af, vertelt hem dat hij de Halfbloed Prins is en vlucht het Verboden Bos in.

### Slot
Harry vertelt Ron en Hermelien dat hij niet van plan is om het volgende jaar terug te keren naar Zweinstein. Hij wil afmaken waar Perkamentus mee is begonnen en de zoektocht naar de Gruzielementen voortzetten. Ook laat hij Hermelien zien dat het medaillon dat hij met Perkamentus gevonden heeft nep is, er zit een briefje in van "R.A.Z." waarop staat dat hij het echte Gruzielement heeft meegenomen en dat hij hoopt dat Voldemort uiteindelijk zal sterven. Wie "R.A.Z." is weet hij niet, en de initialen zeggen Hermelien ook niets.
Hermelien zegt dat zij en Ron met Harry mee zullen gaan wanneer hij gaat zoeken naar de resterende Gruzielementen.

## Rolverdeling
| Acteur               | Personage                                         | Nasynchronisatie Nederlands |
| -------------------- | ------------------------------------------------- | --------------------------- |
| Daniel Radcliffe     | Harry Potter                                      | Trevor Reekers              |
| Rupert Grint         | Ron Wemel / Ron Weasley                           | Adriaan van Veldhuizen      |
| Emma Watson          | Hermelien Griffel / Hermione Granger              | Eveline Beens               |
| Helena Bonham Carter | Bellatrix van Detta / Bellatrix Lestrange         | Lasca ten Kate              |
| David Bradley        | Argus Vilder / Argus Filch                        | Stan Limburg                |
| Jim Broadbent        | Hildebrand Slakhoorn / Horace Slughorn            | Hein Boele                  |
| Jessie Cave          | Belinda Broom / Lavender Brown                    | Lizemijn Libgott            |
| Robbie Coltrane      | Rubeus Hagrid                                     | Hans Hoekman                |
| Louis Cordice        | Benno Zabini / Blaise Zabini                      | Juliann Ubbergen            |
| Warwick Davis        | Filius Banning / Filius Flitwick                  | Reinder van der Naalt       |
| Frank Dillane        | Marten Asmodom Vilijn (tiener jaren) / Tom Riddle |                             |
| Alfred Enoch         | Daan Thomas / Dean Thomas                         |                             |
| Tom Felton           | Draco Malfidus / Draco Malfoy                     | Sander van der Poel         |
| Hero Fiennes-Tiffin  | Marten Asmodom Vilijn (jonge jaren) / Tom Riddle  |                             |
| Michael Gambon       | Albus Perkamentus / Albus Dumbledore              | Wim van Rooij               |
| Joshua Herdman       | Karel Kwast / Gregory Goyle                       |                             |
| Gemma Jones          | Poppy Plijster / Poppy Pomfrey                    | Lucie de Lange              |
| Rob Knox             | Alfons Gasthuis / Marcus Belby                    |                             |
| Isabella Laughland   | Lia / Leanne                                      |                             |
| David Legeno         | Fenrir Vaalhaar / Fenrir Greyback                 | Jan Nonhof                  |
| Georgina Leonidas    | Katja Bell / Katie Bell                           |                             |
| Katie Leung          | Cho Chang                                         |                             |
| Matthew Lewis        | Marcel Lubbermans / Neville Longbottom            | Max Beens                   |
| Evanna Lynch         | Loena Leeflang / Luna Lovegood                    | Meghna Kumar                |
| Helen McCrory        | Narcissa Malfidus / Narcissa Malfoy               | Hetty Heyting               |
| William Melling      | Nigel                                             |                             |
| Devon Murray         | Simon Filister / Seamus Filligin                  |                             |
| James Phelps         | Fred Wemel / Fred Weasley                         | Willem Rebergen             |
| Oliver Phelps        | George Wemel / George Weasley                     | Willem Rebergen             |
| Alan Rickman         | Severus Sneep / Severus Snape                     | Filip Bolluyt               |
| Anna Shaffer         | Regina Valster / Romilda Vane                     |                             |
| Maggie Smith         | Minerva Anderling / Minerva McGonagall            | Paula Majoor                |
| Timothy Spall        | Peter Pippeling / Peter Pettigrew                 | Jeroen Keers                |
| Freddie Stroma       | Magnus Stoker / Cormac McLaggen                   |                             |
| Natalia Tena         | Nymphadora Tops / Nymphadora Tonks                | Nurlaila Karim              |
| David Thewlis        | Remus Lupos / Remus Lupin                         | Laus Steenbeeke             |
| Julie Walters        | Molly Wemel / Molly Weasley                       | Karin Bloemen               |
| Jamie Waylett        | Vincent Korzel / Vincent Crabbe                   |                             |
| Mark Williams        | Arthur Wemel / Arthur Weasley                     | Jon van Eerd                |
| Bonnie Wright        | Ginny Wemel / Ginny Weasley                       | Kirsten Fennis              |

## Achtergrond
De meeste opnamen werden opnieuw in de Leavesden Studios gedaan. Er werd ook weer opgenomen in Oxford.

### Muziek
De originele filmmuziek werd gecomponeerd door Nicholas Hooper. Er werd ook een soundtrackalbum uitgebracht door Abbey Road Studios.

## Verschillen met het boek
Net als bij de voorgaande film moest het verhaal van het boek voor de verfilming worden teruggesnoeid naar puur de primaire verhaallijn. Steve Kloves had opnieuw de taak om dat te doen. Hij veranderde ook enkele dingen. Zo vindt in het boek Nymphadora Tops Harry in de trein, in de film is dit Loena Leeflang. Ook werden er dingen toegevoegd die niet in het boek voorkwamen zoals Het Nest dat in brand wordt gestoken.
In de film wordt de Millennium Bridge in Londen vernield door de Dooddoeners, dit kan niet aangezien het verhaal zich afspeelt in 1996 terwijl de constructiewerken aan de brug pas begonnen in 1998 en deze werden afgerond in 2000. In het boek wordt over een brug die instort gesproken, maar er wordt niet gespecifieerd hoe die heet.